# شكرقميش
شكرقميش هي بلدة في مقاطعة آلتين ساي في ولاية صرخنداريا في أوزبكستان.